# Pierre Benay
Pierre Benay désigne deux artisans ayant travaillé dans les moulins à soie, le premier au XVIe siècle et son descendant au XVIIe siècle.

## Pierre Benay (XVIesiècle)
Pierre Benay est un artisan originaire de Bologne ou du Piémont italien. Il a installé dans la région de Pélussin un moulin à soie perfectionné dans les années 1560 et a obtenu de Jean de Fay, seigneur de Virieu, une concession pour cette activité, ainsi que la protection contre les tisseurs de laine lyonnais. Ses trois fils continuent son activité à Virieu et La Vallat-de-Giers, où un autre bolonais s'était le premier installé.

## Pierre Benay (XVIIesiècle)
L'un des descendants du précédent Pierre Benay, portant le même prénom, sera appelé en 1669 par les échevins de Lyon, de Bologne, à venir relancer les moulins à soie que son ancêtre avait lancés un siècle plus tôt.
Plus tard, grâce à l'agronome Olivier de Serres et Henri IV, la culture du mûrier se développe à grande échelle au début du XVIIe siècle dans les Cévennes puis l'Ardèche. En 1669, à la demande du conseil municipal de la Ville de Lyon, où les tisserands en soie, les canuts, sont devenus très nombreux et détiennent 13 000 métiers à tisser, le descendant de Pierre Benay, son homonyme introduit à nouveau une version plus perfectionnée du moulin à soie, venue d'Italie comme un siècle plus tôt. Son protecteur Jean Deydier, un bourgeois né en 1607 et installé dans la région, obtiendra l'assentiment de Colbert mais plus guère de soutien une fois que le ministre entrera en disgrâce. L'industrie de la soie, mal vue à la Cour de Versailles, va stagner dans la région pendant le reste du règne de Louis XIV, jusqu'en 1715, où elle prend son essor.
C'est Jean-Marie Roland de la Platière, inspecteur des manufactures royales, qui a révélé dans son encyclopédie méthodique de 1780 que Pierre Benay s'est installé en 1669 à Fores près d'Aubenas en créant un établissement modèle, utilisant la technologie italienne (tour et moulins à soie du Piémont), dont les élèves sont partis à Privas et Chomérac. Pierre Benay meurt en 1690 sans descendance, pendu en effigie pour traitrise à Boulogne.